# Scila Médici
Scila Nogueira Médici GCB (Bagé, 1908 – Río de Janeiro, 25 de enero de 2003) fue la esposa de Emílio Garrastazu Médici, presidente de Brasil de facto, y ejerció el cargo de primera dama del país de facto desde 1969 a 1974.

## Biografía
Nacida como Scila Gaffrée Nogueira. Ella y su marido tuvieron dos hijos, Sérgio Nogueira Médici (un productor agropecuario, fallecido en mayo de 2008) y Roberto Nogueira Médici (un ingeniero y profesor universitario). Ambos nacieron en Bagé, Rio Grande do Sul y fueron Comendadores (20 de julio de 1972) y Grandes Oficiales (26 de julio de 1973) de la Orden Militar de Cristo.

### Primera dama
Scila Médici se convirtió en primera dama de facto, de Brasil con un poco más de sesenta años de edad. Fue discreta y se limitó a los quehaceres de ama de casa. En diciembre de 1969, en el transcurso del Día Nacional de la Familia, se dirigió con el siguiente mensaje a las mujeres del país a través de la revista Brasil Jovem:

Desde que el nombre de mi marido fue escogido para el ejercicio de la Presidencia de la República, en sustitución del grande Costa e Silva, formóse a mi alrededor un intenso y comprensible movimiento de curiosidad. Aquí estoy, más para traer una palabra, hacer un guiño a todas las mujeres como yo. Soy y seré siempre lo que fui: la esposa de mi marido, dos veces madre. A lo largo de mi vida, no me he hecho diferencia en función de lo que el ejerce, permitiéndome estar a su lado. Mi valía es tan poca, y mi misión es tan fácil y tan suave. A mi me toca hacerle una casa amiga y serena, haciéndolo sentirse un hombre simple y confiable como siempre fue, hacer del presente un encontrarse con las raíces de sí mismo y en el amor de nuestro lar.
Desearía decirle a todas las esposas, en este Día Nacional de la Familia, los abuelos, madres e hijas que con ellas me identifico, me asocio y me integro en la silenciosa tarea de hacer al Brasil crecer dentro de la casa. Y vuelco mi corazón al corazón de la mujer brasileña, pidiéndoles a todos y a cada uno que hagan fuerte su fe. Les pido que nos ayuden a otras personas a creer y confiar en él también. Y les pido que vean al nuevo presidente a un hombre que no trae milagros en su palma, pero si a un hombre del que siempre se puede esperar lealtad, trabajo, austeridad y justicia.
Scila Médici.

Doña Scila decoró la granja de Riacho Fundo con muebles retirados de depósitos públicos de Brasília, sin gastar ningún dinero.

### Últimos años
El día 1° de julio de 1986, casi un año después de la muerte de Médici, Doña Scila afirmó al Jornal do Brasil que su marido había apostado iniciar la apertura política antes del fin de su mandato, pero que Ernesto Geisel, su sucesor, amenazó renunciar a su candidatura a ser el presidente de facto, si se pusiese en práctica aquella iniciativa.
El 5 de enero de 2003, Scila Médici fue internada en el "Hospital Samaritano", en razón de un accidente vascular cerebral. Acabó siendo transferida al "Hospital Central del Ejército (HCE), donde falleció de causas naturales, a los noventa y cinco años. Sus restos fueron sepultados en el Cementerio São João Batista, de Botafogo.

## Honores
- 24 de abril de 1972: fue agraciada con la Gran Cruz de la Orden de Benemerencia, de Portugal.[5]

### Eponimia
- Rua Scila Medici, Rondon do Pará - Pará[8]

- Escola Estadual Scila Medici, Deodápolis, Mato Grosso[9]